# Louis-Alexandre-Céleste d’Aumont
Louis-Alexandre-Céleste d’Aumont de Rochebaron (* 14. August 1736 in Paris; † 16. August 1814 auf Schloss Villequier in Genlis) war ein französischer Hochadliger, Militär, Hofbeamter und Politiker aus dem Haus Aumont.
Er war Duc d’Aumont, Marquis und dann Duc de Villequier et de Genlis, Pair de France, Premier Gentilhomme de la Chambre du Roi, Lieutenant-général

## Leben
Louis Alexandre Celeste d’Aumont ist der jüngste Sohn von Louis-Marie-Augustin d’Aumont, 5. Duc d’Aumont (1709– 1782), und Victoire Félicité de Durfort Duras (1706–1753), sowie der Bruder von Louis-Marie-Guy d’Aumont, 6. Duc d’Aumont (1732–1799).
Am 7. März 1754 wurde er Oberst der Truppen des Boulonnais. Während des Siebenjährigen Kriegs (1756–1763) nahm er am Feldzug von 1757 teil; am 19. März 1760 wurde er Oberst des Régiment Royal Pologne cavalerie, das am 10. Juli im Gefecht bei Korbach kämpfte, und nahm 1762 am Spanienfeldzug teil. Er kämpfte auch im Amerikanischen Unabhängigkeitskrieg (1775–1783).
Durch ein Patent von 1759 wurde er zum erblichen Herzog ernannt, am 12. April 1762 leistete er seinen Eid als Premier Gentilhomme de la Chambre du Roi, am 25. Juli wurde er zum Brigadier ernannt; am 3. Januar 1770 wurde er zum Maréchal de camp befördert, woraufhin er sein Regiment abgab (sein Nachfolger an der Spitze des Regiments wurde Louis-Marie de Mailly), im August zum Gouverneur des Boulonnais en survivance seines Vaters. 1771 kaufte er in der Picardie von Charles Alexis Brulart de Genlis für 1,6 Millionen Livres das Marquisat de Genlis, das er 1774 unter dem Namen Villequier-Aumont zum Herzogtum-Pairie erhoben bekam. Am 2. Februar 1777 wurde er zum Ritter im Orden vom Heiligen Geist ernannt, und am 1. März 1784 zum Lieutenant-général befördert.
Er wurde am 30. März 1789 zum Abgeordneten des Adels der Sénéchaussée de Boulogne in die Generalstände von 1789 gewählt; er stand den neuen Ideen sehr feindlich gegenüber, sprach sich für die getrennte Prüfung der Vollmachten aus, war Mitglied des Berichtsausschusses, trat am 15. Dezember 1789 zurück. Am 28. Februar 1791 nahm er an den Kämpfen um den Palais des Tuileries teil (siehe Chevaliers du Poignard), und half bei der Flucht Ludwigs XVI. durch sein Appartement.
Er wanderte später in die Österreichischen Niederlande aus und war der einzige, der von dem 1794 ergangenen Befehl an die französischen Flüchtlinge, dieses Gebiet zu räumen, ausgenommen wurde. Er ging nach Münster und später nach Altona, wo er bis zur Restauration von 1814 blieb. Nach dem Tod seines älteren Bruders Louis-Marie-Guy d’Aumont am 20. Oktober 1799 wurde er der 7. Duc d’Aumont ernannt, trug aber weiterhin den Namen Duc de Villequier (den Titel des 8. Duc d’Aumont nahm im gleichen Jahr sein Sohn an).
Als ehemaliger Pair von Frankreich wurde er am 4. Juni 1814 von Ludwig XVIII. in die neue Pairskammer aufgenommen. Er starb wenig später, am 15. August 1814, in Villequier.

## Ehen und Nachkommen
Louis Alexandre Céleste d’Aumont heiratete mit Ehevertrag vom 21. Januar 1759 am 25. des Monats Félicité Louise Le Tellier (* 23. September 1736; † 24. Juni 1768), Tochter von François-Michel César Le Tellier, Marquis de Courtanvaux, und Louise-Antonine de Gontaut-Biron (Le Tellier de Louvois). Ihre Kinder sind:
- Louis-Marie-Céleste d’Aumont (* 7. September 1762 in Paris; † 9. Juli 1831), 8. Duc d’Aumont, Pair de France; ⚭ (1) 6. August 1781 Madeleine Mélanie Henriette Charlotte de Rochechouart-Faudoas (* 14. Oktober 1765; † 23. April 1790), Tochter von Aimery Louis Roger de Rochechouart, Comte de Faudoas, und Madeleine Mélanie Henriette de Barberie de Courteille
- Tochter

In zweiter Ehe heiratete er Antoinette Marguerite Henriette Mazade de Saint-Bresson (* 1756; † 1785), Tochter von Guillaume Mazade de Saint Bresson und Marie Antoinette de La Roche.